# 穆斯塔法·松科
穆斯塔法·松科（1972年6月14日—），生于巴黎，法国职业篮球运动员。他曾代表法国国家队参加2000年夏季奥运会男子篮球比赛，最终队伍获得银牌。